# Philip Fotheringham-Parker
Philip Fotheringham-Parker (Beckenham, 22 settembre 1907 – Beckley, 15 ottobre 1981) è stato un pilota automobilistico inglese.

## Carriera
Ha partecipato al Gran Premio di Gran Bretagna 1951 di Formula 1 con una Maserati 4CL privata non portando a termine la gara.
Nel 1953 ha preso parte alla 24 Ore di Le Mans con una Allard e l'anno successivo ha condotto una Ford Zephyr al Rally di Monte Carlo.

## Risultati in Formula 1
| 1951 | Scuderia       | Vettura      |  |  |  |  |     |  |  |  | Punti | Pos. |
| ---- | -------------- | ------------ |  |  |  |  | --- |  |  |  | ----- | ---- |
| 1951 | Pilota privato | Maserati 4CL |  |  |  |  | Rit |  |  |  | 0     |      |

| Legenda | 1º posto     | 2º posto | 3º posto    | A punti         | Senza punti/Non class.  | Grassetto – Pole position Corsivo – Giro più veloce |
| Legenda | Squalificato | Ritirato | Non partito | Non qualificato | Solo prove/Terzo pilota | Grassetto – Pole position Corsivo – Giro più veloce |